# 上海法租界
上海法租界大致位于今上海市原卢湾区和徐汇区两区境内，东部狭长地带（今金陵东路及中山东二路一带）伸入黄浦区（不含原卢湾区轄區）。它是近代中国4个在华法租界中开辟最早、面积最大、也最繁荣的一个，也是上海的两个租界之一。
1943年，法国在德国的壓力下將特許權交給了親日本的南京政府。在20世紀的大部分時間裡，前法租界所覆蓋的地區仍然是區，並且還是中國天主教的中心之一。儘管在過去的幾十年中被划为衡山路-复兴路历史文化风貌区，進行了重新開發，該地區仍保留著鮮明的特色，並且是受歡迎的旅遊勝地。

## 历史

上海县城及租界变迁图

1849年，法蘭西第二共和國驻沪领事敏体尼让商人雷米在英租界外租到了2.385亩土地。1849年4月6日，上海道台麟桂和法国駐滬領事敏体尼签字换文确定法租界范围，面积共约986亩，并由麟桂贴出布告：
本道台会同法国领事敏体尼勘定上海北门外一处地：南至城河，北至洋泾浜，西至关帝庙诸家桥，东至广东潮州会馆沿河至洋泾浜东角，注明界址。倘若地方不够，日后再议别地，凭领事随时按照民价议租，谨防本国人强压迫受租价；如若当地民人违约昂价，不照中国时价，凭领事向地方官饬令该民人等遵行和约前录之条款。至各国人如愿在界内租地者，应向法国领事商明办理。
1861年，法蘭西第二帝国又以为了开辟沪法之间航线需租地造屋为由，租得了小东门外37亩土地。1899年6月，法租界再次扩张。新租界的区域北至北长浜（今延安东路西段），西至顾家宅、关帝庙（今重庆南路），南至打铁浜、晏公庙、丁公桥（自忠路，原西门路），东至城河浜（今人民路西段）。法租界总面积从而增加到2135亩。
法租界在19世纪60年代开始越界筑路，最初是从上海县城西门筑至徐家汇的军路。1913年，当时的法蘭西第三共和国公使康德向中国政府索求界外马路警权，欲图再一次扩充租界面积。袁世凯政权为拉拢西方，答应了法租界的扩张要求并与法国签订了关于法租界界外马路协定十一条。协定给予法租界当局在越界筑路区域行使警政和征税权，但条件是法租界当局要驱逐租界内的革命党人士。法租界当局控制区面积从而达到了15150亩，是法租界初辟时的15倍。同时，租界当局也同意由中国人中推选2名绅董，参加法租界董事会。1925年，法租界擴展至安和寺路和哥伦比亚路。
1920年代，法租界已发展成上海首屈一指的住宅區。特別是在1914年第二次擴建的，最初人口稀少的新法國租界。隨著需求的增長，法租界建造了許多豪華程度各異的公寓樓及石庫門住宅，以滿足越來越多的中國居民的需求。在俄國革命後湧入的白俄的幫助下，法租界發展了充滿活力的商業區。

### 二战时期
在1937年淞滬會戰中，中國军队兩次誤炸了法租界，數百人死亡。日本軍隊在法國租界的入口處遇到指揮遠東海軍的副海軍上將朱爾斯·勒·比戈特，他坐在馬路中間的折疊椅上，擋在日軍的車輛前面，以自己的生命迫使日軍談判，日本知道強闖租界只會冒險和法國開戰，最終只讓無武裝的補給車隊通過。 
1937年12月4日，日本無武裝的車隊獲准通過法租界。

### 终结
1941年，日军佔領了上海公共租界，因為當時控制上海法租界的是德國的傀儡政權維希法國，外交上來說和日本是盟國關係，所以日軍沒有佔領，令成千上萬的中國人避難於法租界。1943年2月23日，维希政府宣布，同意放弃在华租界。6月5日，汪精卫政权先收回天津法租界、汉口法租界和广州法租界。7月30日，汪精卫政权收回最为重要的上海法租界，改称第八区；上海法租界宣告结束，历时近百年。（8月1日，汪精卫政权收回上海公共租界）。10月10日，更改原租界地区240条路名。

### 后续
二战后的中、法政府在1946年2月28日签署《中法關於法國放棄在華治外法權及其有關特權條約》，同年6月8日互換生效，中国在法律上收回上海法租界。同时按照此协约的规定，中华民国国民政府同意撤出战争结束时由中国占领的法属印度支那北部并将其归还法国，而法国政府则相应的同意放弃包括广州湾在内的所有在华租界地。

## 行政

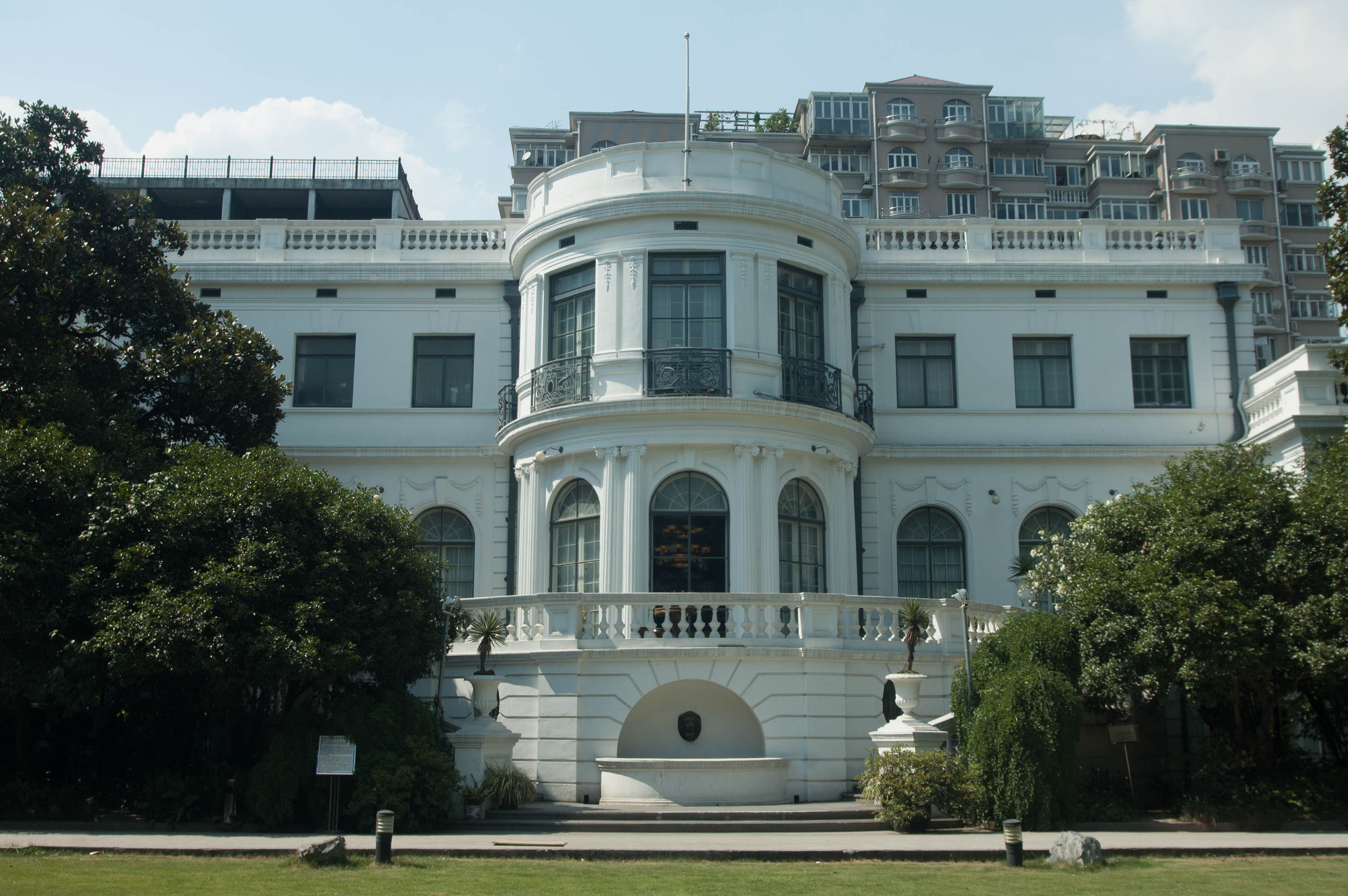
法租界公董府邸

上海法租界的管理是由法国驻上海总领事和公董局董事会共同负责。法国总领事是法国在租界的最高官员。虽然法国方面最初曾参与公共租界的工部局，但在1862年决定退出工部局，以保持法租界的独立性。此后，法租界的日常管理由公董局（conseil d'administration municipale）维持。公董局大樓原來在公館馬路（今金陵東路）上，1909年新大樓竣工搬到霞飛路（今淮海中路），此樓現為“中環廣場”商場的一部分。

### 范围
1913年扩界以后，法租界的范围最终确定，并以黄浦江-小东门大街（今东门路）-上海县城墙/民国路（今人民路）-方浜/麋鹿路（今方浜西路）-周泾/敏体尼荫路（今西藏南路）-蓝维霭路（今肇周路）-肇嘉浜/徐家汇路（包含今肇嘉浜路）-海格路（今华山路）-长浜/福煦路（今延安中路）-洋泾浜/爱多亚路（今延安东路）-黄浦江为界。

### 分区
民国27年（1938年）的法租界自东向西划分为十六铺区、马莱区、霞飞区、中央区、福煦区、贝当区等6个分区，并分别以新开河（今新开河路）、敏体尼荫路（今西藏南路）、白尔部路-吕班路（今重庆中路-重庆南路）、亚尔培路（今陕西南路）、麦琪路-巨福路（今乌鲁木齐中路-乌鲁木齐南路）为界。
其中霞飞区范围相当于今淮海中路街道、中央区范围相当于今瑞金二路街道、福煦区与贝当区合计范围相当于今湖南路街道与天平路街道。

### 巡捕房
巡捕房（garde municipale）是上海法租界公董局的下属部门，负责公共安全。如同英租界当局从临近的英属印度招募大批警员的做法相似，法租界当局也从法属安南（后为法属印支）聘用许多警员。巡捕房在6个分区都设立了分捕房：
- 中央捕房：辖区北至福煦路（今延安中路）、东至重庆路-霞飞路-吕班路（今老重庆中路-淮海中路-重庆南路）、南至徐家汇路、西至亚尔培路（今陕西南路）。
- 麦兰捕房：辖区北至爱多亚路（今延安东路）、东至黄浦江、南至新开河-法华民国路-麋鹿路（新开河路-人民路-方浜西路）、西至敏体尼荫路（西藏南路）。
- 霞飞路捕房：辖区北至爱多亚路-福煦路、东至敏体尼荫路-蓝维霭路（今肇周路）、南至徐家汇路、西至吕班路-霞飞路-重庆路。
- 福煦路捕房：辖区北至福煦路、东至亚尔培路、南至徐家汇路（今肇嘉浜路）、西至巨福路-麦琪路-海格路（今乌鲁木齐南路-乌鲁木齐中路-华山路）。
- 贝当路捕房：辖区北至海格路、东至麦琪路-巨福路、南至徐家汇路、西至海格路。
- 小东门捕房：辖区北至新开河、东至黄浦江、南至东门路、西至中华路-法华民国路。

此外，法租界还有“义勇军”(corps de volontaires)的业余军事部队，最早是19世纪50年代太平天国时期为了保护租界而组建的。

### 法庭
作爲根據條約取得治外法權的條約列強，法國在法租界擁有領事裁判權，涉及法國人的案件由法國領事法庭裁判。涉及中國人及非條約列強國民的案件則由法租界会审公廨審判，1931年撤銷。

### 公董局總董年表
- 1862—1864年 皮少耐（Buissonnet）
- 1865年 皮少耐、摩黎（Morel）
- 1866年 摩黎
- 1867—1869年 波礼弗（Bonneville）
- 1870年 麇麂（Millot）
- 1871—1872年 摩黎
- 1873—1875年 华成（Voisin）
- 1876年 雷化（Leroy）
- 1877年 梁时（Lang）、安纳金（Henneyuin）
- 1878—1879年 平济利（Bluntschli）
- 1880年 维尔蒙（Vouillemond）
- 1881年 维尔蒙、宝昌（Brunat）
- 1882年 宝昌
- 1883年 维尔蒙
- 1884年 奥利和（Oriou）
- 1885—1886年 维尔蒙
- 1887—1891年萨坡赛（Chapsal）
- 1892年 宝昌
- 1893—1896年 奥利和
- 1897—1898年 白尔（Burl）
- 1899年 蒂罗（Tillot）
- 1900—1902年 宝昌
- 1903年 萨坡赛
- 1904年 宝昌
- 1905—1906年 亨利奥（Henriot）
- 1907年 蒂罗、巨籁达（Ratard）、白多（Berthoz）
- 1908年 白多
- 1909年 麦地（Madiner）
- 1910年 亨利奥
- 1911—1912年 那巴地（La Batic）
- 1913年 百多（Marthoud）
- 1914年 麦地
- 1915—1918年 冰德（Binder）
- 1919年 （无总董）
- 1920年 贝利（La Bris）
- 1921—1923年 拉拔（La Prade，由領事委派代行總董職權）
- 1924年 贝利
- 1925—1934年 梅理霭（Meyrier）
- 1935—1937年 博德士（Baudeg）[6]

## 居民
在第一次世界大战以前，上海法租界的发展远不及公共租界。1910年，上海法租界共有外国侨民1476人，只有公共租界13536人的1/9。其中，数量最多的是美国人（441人），其次是法国人（436人）、英国人（314人）、越南人（207人）以及德国人（148人）。
由于1914年法租界得到大规模扩展，随后西部新租界形成高级住宅区。到1930年，上海法租界已经有外国侨民12341人，已经超过公共租界36471人的1/3。其中俄国人从1910年的7人猛增到3879人，居各国侨民首位；然后依次是英国人（2219人）、美国人（1541人）、法国人（1208人）、越南人（947人）和德国人（597人）。两租界欧美侨民的总数相当接近：法租界欧美侨民11076人，占侨民总数90%；而公共租界欧美侨民15939人，占侨民总数44%。

### 法国侨民
上海法租界旁的徐家汇是天主教法国耶稣会在华活动的两个中心之一（另一个是河北献县），各种教会机构——圣伊纳爵堂、主教府、修道院、天文台、印刷所、藏书楼、男女中学等等形成规模庞大的教会区。江苏、安徽两省的天主教都是从这里衍生而来。
1861年6月29日，法租界内建成第一座天主教堂（洋泾浜圣若瑟堂）。法籍耶稣会士南格禄创建的圣依纳爵公学即徐汇中学。震旦大学和广慈医院位于法租界的中心地带。在外地的天主教修会和教区也纷纷在上海法租界设立帐房，经营房地产。
相比之下，法国对华贸易不够兴盛，法租界内只有寥寥可数的几家法国商行，出口生丝到里昂。

### 英美侨民
1920年代，在公共租界经营的英美商人，纷纷选择在法新租界营建住宅。美国人在贝当路兴建了美童公学和国际礼拜堂。英国人在迈尔西爱路兴建了兰心大戏院。

### 沙俄难民
沙俄时代，俄国侨民在上海的势力较小，1915年有402人，住在法租界的只有41人。1917年十月革命后，有7000名俄国难民蜂拥抵沪，其中包括前贵族。1931年，日本占领东北后，又有大批俄侨从哈尔滨转移到上海。30年代上海俄侨总数为1.5万到2万人。
1934年，法租界有俄侨8260人。（公共租界1935年有俄侨3017人）。他们在法租界修建了2座的东正教堂：圣母大堂和圣尼古拉斯堂。
白俄在上海虹口提篮桥一带站稳脚跟后，都设法移居到法租界居住。1920年，法租界仅有210名俄侨，1934年，增至8260人。他们多数居住在法租界中部吕班路、环龙路、金神父路一带，在霞飞路（今淮海中路）中段开设服装店、面包房、咖啡馆，使得霞飞路成为上海最具浪漫色彩的一条商业街。白俄移民中有不少音乐家、舞蹈家和画家。在他们的带动下，歌剧、芭蕾舞在上海盛极一时。公共租界工部局和法租界公董局的乐队成员大部分是俄国人。他们还培养了一批出色的中国音乐家，其中包括傅聪。

### 华籍居民
太平天国战争期间，上海法租界因为大量华人涌入，才开始兴盛起来。1910年，上海法租界内华人超过10万。抗战前将近50万。孤岛时期更增加到825342人。同时，华人商业区也从公馆马路经八仙桥逐渐延伸到霞飞路东段。
上海法租界也是帮会组织的大本营，黄金荣和杜月笙的发迹之处。
20世纪20、30年代，西部的法新租界住宅区，有不少中国上层人士在此构建花园别墅。

## 租界商业与市政建设

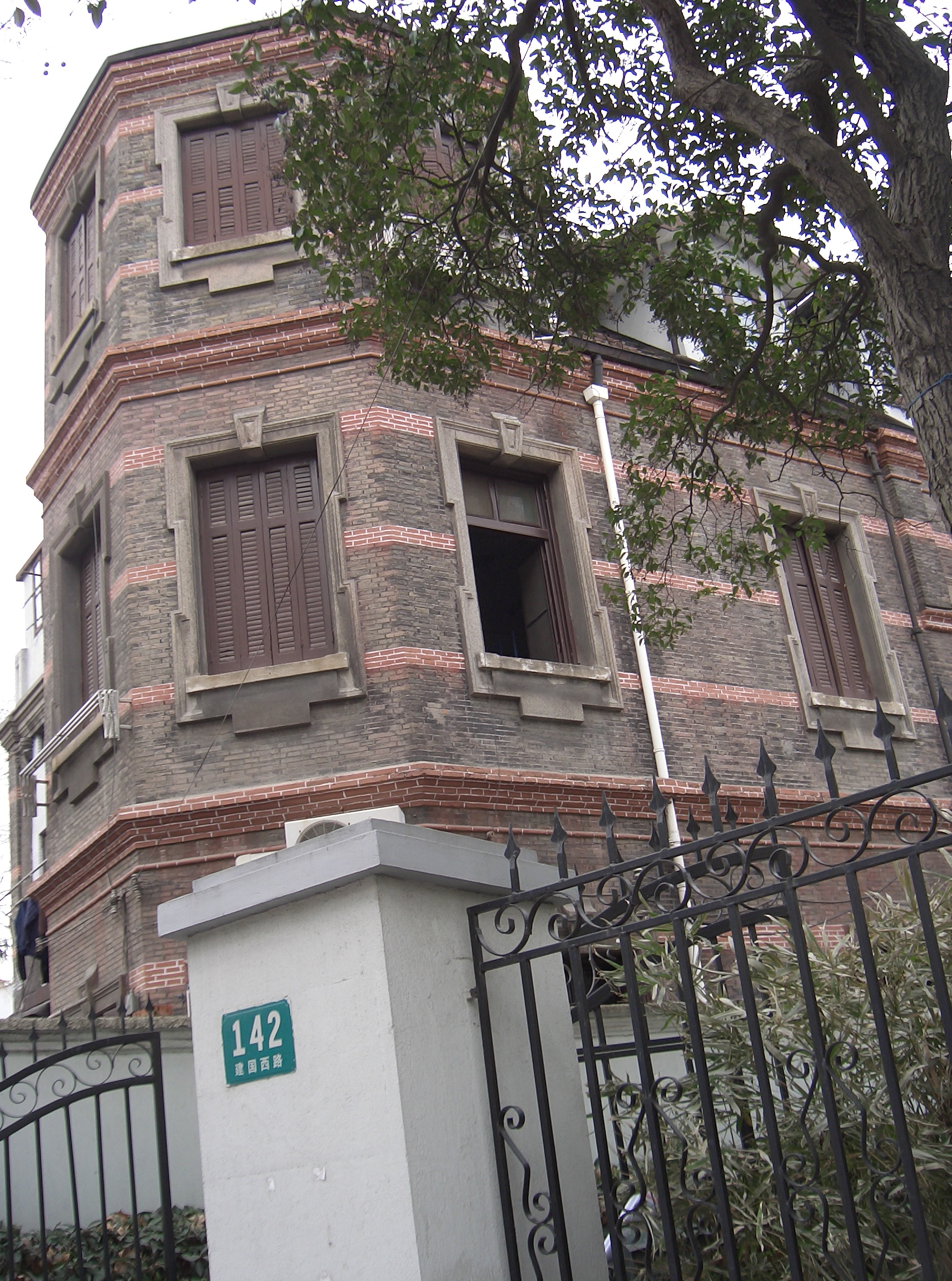
一幢位于建国西路的法式建筑

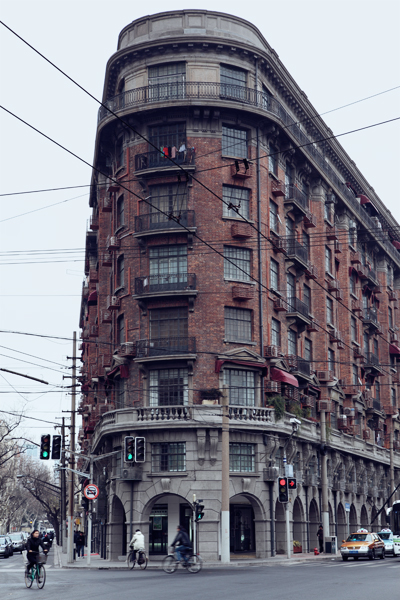
诺曼底公寓

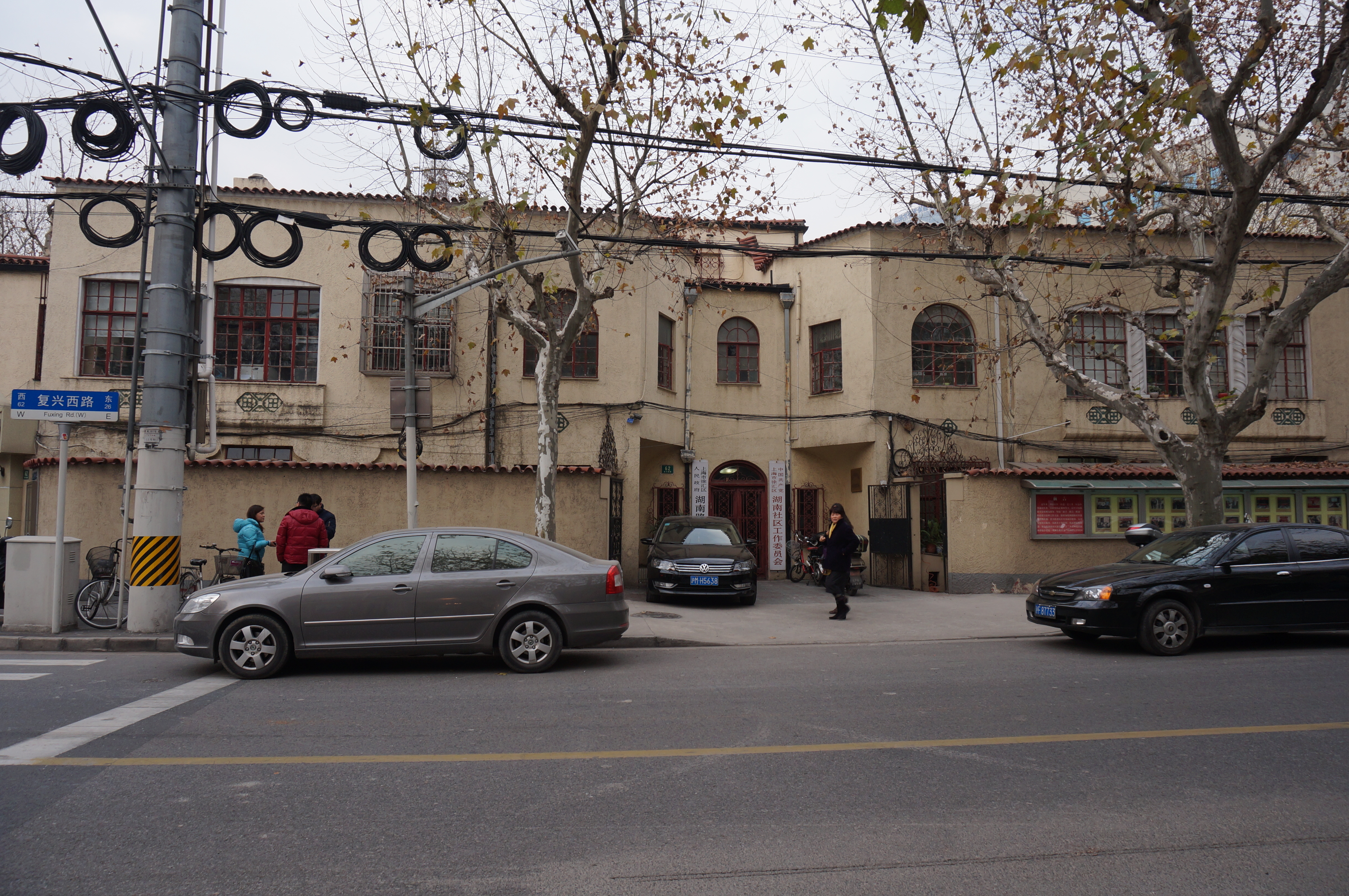
修道院公寓

### 零售商业
上海法租界的贸易虽远不及公共租界繁盛，但是在零售商业方面，则具有可与之抗衡的地位。在法租界发展的早期，这是由于较之公共租界，法租界更为接近华人居住的旧城区，而且很早就有众多的华人居民入住，消费人口众多。在第一次世界大战以后，则是由于法新租界良好的基础设施和环境，吸引了大批欧美侨民和中国中上层人士入住，具有发展为繁盛商业区的基础。
在上海法租界，零售商业沿主要街道分布：
- 公馆马路：东西贯通19世纪的早期法租界，为当时法租界的主要商业街。法租界当局规定在此路两侧兴建骑楼，成为上海唯一的一条骑楼街。
- 霞飞路：东西贯通20世纪扩展的法租界新区，其东段和中段在1920年代和1930年代兴起，成为上海仅次于南京路的商业街。其中吕班路（重庆南路）以东大多为华人经营的店铺；从吕班路到亚尔培路（陕西南路）的霞飞路中段多白俄经营的店铺，以服装店、面包房、咖啡馆为特色。

### 房地产
- 沙逊：华懋公寓、峻岭公寓（今锦江饭店）

### 娱乐业
- 上海大世界
- 兰心大戏院：英国侨民的戏剧中心
- 国泰大戏院
- 巴黎大戏院

### 学校
- 震旦大学，吕班路（重庆南路）

### 医院
- 广慈医院，金神甫路（瑞金二路）

### 教堂
- 东正教圣母大堂，亨利路（新乐路）与劳而东路（襄阳北路）转角
- 东正教圣尼古拉堂，高乃依路（皋兰路）
- 天主教君王堂，蒲石路（长乐路）
- 天主教重庆南路圣伯多禄堂，吕班路（重庆南路）
- 天主教洋泾浜圣若瑟堂——天主堂街（四川南路）
- 上海国际礼拜堂，贝当路（衡山路）
- 圣公会上海诸圣堂，辣斐德路（复兴中路）
- 圣公会上海救主堂，赵主教路（五原路）
- 上海第一浸会堂，民国路（人民路）
- 犹太教新会堂，拉都路（襄阳南路）

### 人物
- 李鹏（1928年10月20日－2019年7月22日），原中共中央政治局常委，中国国务院总理，全国人大委员长，1928年出生于上海法租界。在处理六四天安门事件中的态度、推动三峡工程的行为及关于其家族的腐败传闻颇具争议。[7]